# Pacific Division (National Hockey League)
Pacific Division, franska: Division Pacifique, är en av fyra divisioner som utgör den nordamerikanska ishockeyligan National Hockey League (NHL) från och med säsongen 2021–2022, den grundades dock ursprungligen inför säsongen 1993–1994. Både denna division och Central Division bildar tillsammans Western Conference.
Divisionen var inaktiv för säsongen 2020–2021 på grund av Coronaviruspandemin 2019–2021.

## Lagen
|        | Lagnamn              | Stad och delstat            | Arena och publikkapacitet       | Tidigare division | Stanley Cup-vinst(er) | General manager | Tränare          |
| ------ | -------------------- | --------------------------- | ------------------------------- | ----------------- | --------------------- | --------------- | ---------------- |
| USA    | Anaheim Ducks        | Anaheim, Kalifornien        | Honda Center (17 174)           | West Division     | 1                     | Pat Verbeek     | Joel Quenneville |
| Kanada | Calgary Flames       | Calgary, Alberta            | Scotiabank Saddledome (19 289)  | North Division    | 1                     | Craig Conroy    | Ryan Huska       |
| Kanada | Edmonton Oilers      | Edmonton, Alberta           | Rogers Place (18 347)           | North Division    | 5                     | Stan Bowman     | Kris Knoblauch   |
| USA    | Los Angeles Kings    | Los Angeles, Kalifornien    | Crypto.com Arena (18 230)       | West Division     | 2                     | Ken Holland     | Jim Hiller       |
| USA    | San Jose Sharks      | San Jose, Kalifornien       | SAP Center at San Jose (17 562) | West Division     | 0                     | Mike Grier      | Ryan Warsofsky   |
| USA    | Seattle Kraken       | Seattle, Washington         | Climate Pledge Arena (17 100)   | Expansion         | 0                     | Jason Botterill | Lane Lambert     |
| Kanada | Vancouver Canucks    | Vancouver, British Columbia | Rogers Arena (18 910)           | North Division    | 0                     | Patrik Allvin   | Adam Foote       |
| USA    | Vegas Golden Knights | Paradise, Nevada            | T-Mobile Arena (17 500)         | West Division     | 1                     | Kelly McCrimmon | Bruce Cassidy    |

## Historik

### Tidigare lag
De lag som spelar eller har spelat i Pacific Division.
| Lag                     | Tidsperiod                  |
| ----------------------- | --------------------------- |
| Anaheim Ducks           | 2006–2020, 2021–            |
| Arizona Coyotes         | 2014–2020                   |
| Calgary Flames          | 1993–1998, 2013–2020, 2021– |
| Colorado Avalanche      | 1995–1998                   |
| Dallas Stars            | 1998–2013                   |
| Edmonton Oilers         | 1993–1998, 2013–2020, 2021– |
| Los Angeles Kings       | 1993–2020, 2021–            |
| Mighty Ducks of Anaheim | 1993–2006                   |
| Phoenix Coyotes         | 1998–2013                   |
| San Jose Sharks         | 1993–1998, 2013–2020, 2021– |
| Seattle Kraken          | 2021–                       |
| Vancouver Canucks       | 2013–2020, 2021–            |
| Vegas Golden Knights    | 2017–2020, 2021–            |

### Divisionsmästare
De lag som spelar eller spelade och vann divisionen för varje spelad säsong.
| Säsong    | Vinnare                                            | Antal                                              |
| --------- | -------------------------------------------------- | -------------------------------------------------- |
| 1993–1994 | Calgary Flames                                     | 1                                                  |
| 1994–1995 | Calgary Flames                                     | 2                                                  |
| 1995–1996 | Colorado Avalanche                                 | 1                                                  |
| 1996–1997 | Colorado Avalanche                                 | 2                                                  |
| 1997–1998 | Colorado Avalanche                                 | 3                                                  |
| 1998–1999 | Dallas Stars                                       | 1                                                  |
| 1999–2000 | Dallas Stars                                       | 2                                                  |
| 2000–2001 | Dallas Stars                                       | 3                                                  |
| 2001–2002 | San Jose Sharks                                    | 1                                                  |
| 2002–2003 | Dallas Stars                                       | 4                                                  |
| 2003–2004 | San Jose Sharks                                    | 2                                                  |
| 2004–2005 | Inställt på grund av lockout mellan NHL och NHLPA. | Inställt på grund av lockout mellan NHL och NHLPA. |
| 2005–2006 | Dallas Stars                                       | 5                                                  |
| 2006–2007 | Anaheim Ducks                                      | 1                                                  |
| 2007–2008 | San Jose Sharks                                    | 3                                                  |
| 2008–2009 | San Jose Sharks                                    | 4                                                  |
| 2009–2010 | San Jose Sharks                                    | 5                                                  |
| 2010–2011 | San Jose Sharks                                    | 6                                                  |
| 2011–2012 | Phoenix Coyotes                                    | 1                                                  |
| 2012–2013 | Anaheim Ducks                                      | 2                                                  |
| 2013–2014 | Anaheim Ducks                                      | 3                                                  |
| 2014–2015 | Anaheim Ducks                                      | 4                                                  |
| 2015–2016 | Anaheim Ducks                                      | 5                                                  |
| 2016–2017 | Anaheim Ducks                                      | 6                                                  |
| 2017–2018 | Vegas Golden Knights                               | 1                                                  |
| 2018–2019 | Calgary Flames                                     | 3                                                  |
| 2019–2020 | Vegas Golden Knights                               | 2                                                  |
| 2021–2022 | Calgary Flames                                     | 4                                                  |
| 2022–2023 | Vegas Golden Knights                               | 3                                                  |
| 2023–2024 | Vancouver Canucks                                  | 1                                                  |
| 2024–2025 | Vegas Golden Knights                               | 4                                                  |

### Presidents' Trophy-vinnare
De lag som spelar eller spelade i Pacific Division och vann Presidents' Trophy.
| Säsong    | Vinnare            | Antal |
| --------- | ------------------ | ----- |
| 1996–1997 | Colorado Avalanche | 1     |
| 1998–1999 | Dallas Stars       | 1     |
| 2008–2009 | San Jose Sharks    | 1     |

### Stanley Cup-mästare
De lag som spelar eller spelade i Pacific Division och vann Stanley Cup.
| Säsong    | Vinnare              | Antal |
| --------- | -------------------- | ----- |
| 1995–1996 | Colorado Avalanche   | 1     |
| 1998–1999 | Dallas Stars         | 1     |
| 2006–2007 | Anaheim Ducks        | 1     |
| 2011–2012 | Los Angeles Kings    | 1     |
| 2013–2014 | Los Angeles Kings    | 2     |
| 2022–2023 | Vegas Golden Knights | 1     |